# خدمة التقاعد اليابانية

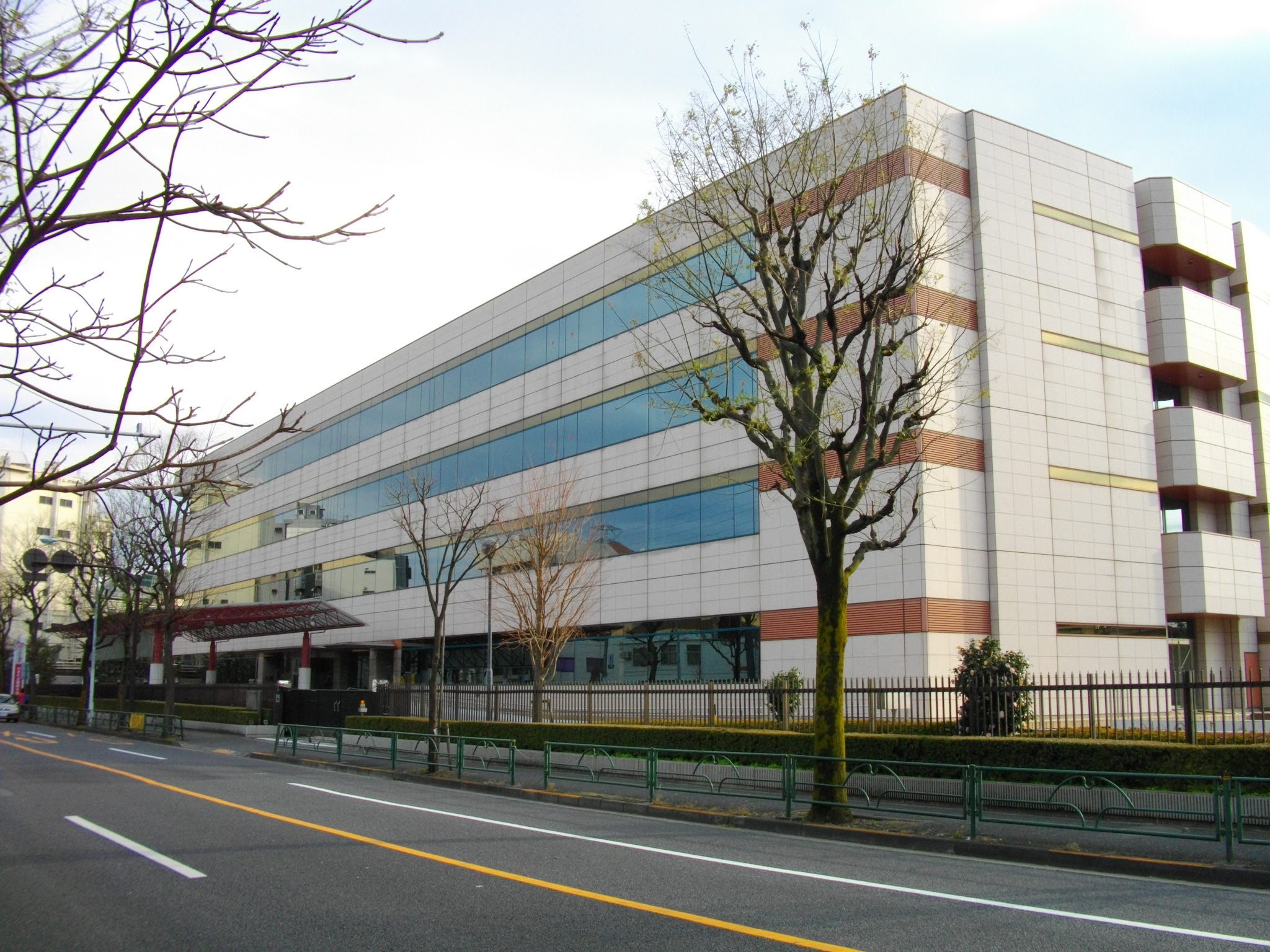
مقر منظمة "خدمة التقاعد اليابانية"

خدمة التقاعد اليابانية Japan Pension Service (日本年金機構 Nihon nenkin kikō) (日本年金機構، Nihon nenkin kikō) هي منظمة حكومية تديرها وزارة الصحة والعمل والرفاهية في اليابان. في 1 يناير 2010، استبدلت وكالة التأمين الاجتماعي اليابانية السابقة بهذه المنظمة 

## الهيكل التنظيمي
وهي شركة عامة خاصة مع مقر موظفي غير الحكوميين، وتسعة مكاتب إقليمية، و 312 مكتب فرعي . لديها 47 مركزًا لمعالجة المواد، والتي من المقرر دمجها في 9 مقرات إقليمية بعد ذلك. رئيس الجمعية العامة للعمل هو تويتشيرو ميزوشيما، و يعمل بها حوالي 27000 موظف كإجمالي،(15000 موظفة بدوام الوقت الكامل و12000 عامل مؤقت). 

## أنظر أيضاً
- وزارة الصحة والعمل والرفاهية
- وكالة التأمين الإجتماعي
- اتفاقية خدمات المعاشات الوطنية اليابانية المتعددة للتأمينات الإجتماعية
- سياسة الأسرة في اليابان